# GLADIATOR CHALLENGER SERIES01「BANG vs KAWANA II」
GLADIATOR CHALLENGER SERIES01「BANG vs KAWANA II」は、日本の総合格闘技団体「GLADIATOR」の大会の一つ。
2024年2月16日、会場非公開・YouTube公式チャンネルの配信で開催された。

## 大会概要
本大会は従来のGLADIATORナンバーシリーズと異なり、会場非公開で無観客＆配信に特化したイベントとして開催される。PROGRESS実行委員会がプロモートを行い、GLADIATOR実行委員会が協力という形に。併せて2024年春から米国MMAフィーダーショーLFAにも選手を送り出すことも発表され、大会当日はLFA代表エド・ソアレスも来日し、大会を観戦した。

## 試合結果
第1試合 GLADIATORフライ級王座決定トーナメント準々決勝 5分3R
○  チェ・ドンフン vs.  和田教良 ×
2R 0:05 KO
第2試合 PROGRESSフォークスタイルグラップリング 88kg契約 5分2R
○  グラント・ボグダノフ vs.  大嶋聡承 ×
2R 3:16 アームロック
第3試合 ミドル級 5分3R
○  三上ヘンリー大智 vs.  アン・ジェヨン ×
2R 2:48 TKO
第4試合 PROGRESSフェザー級王座決定戦 5分3R
○  竹内稔 vs.  竹本啓哉 ×
1R 1:52 アナコンダ・チョーク
第5試合 GLADIATORフェザー級タイトルマッチ 5分3R
○  河名マスト vs.  パン・ジェヒョク ×
判定3-0
※河名マストが第6代GLADIATORフェザー級王者に。

### ザ・ワンTV ファイトボーナス
河名マスト
竹内稔
チェ・ドンフン